# Unity (ablakkezelő)
A Unity egy grafikus felület, melyet a Canonical Ltd. fejlesztett ki az Ubuntu rendszeréhez. A Unity az Ubuntu 10.10 netbook változatában jelent meg először. Az alapötlet az volt, hogy gazdaságosabban használják ki a helyet a kisebb képernyőkön, pl. a netbookok esetében.
A Unity nem tartalmaz egyéb szoftvereket (mint pl. a GNOME, KDE, Xfce, LXDE), hanem a meglévő szoftverekhez lett megírva. A Unity része volt az Ayatana projektnek.

## Felhasználói felület
A Unity a következő elemekből áll össze:
- Felső menü sáv - Több feladattal rendelkező, helyet spóroló terület. Elsődleges célja, hogy az éppen aktuális alkalmazás menüje ott található meg (Hasonló mint az OS X esetében). Másodlagosan itt található az ablakkezelő terület: nagy méret, kisebb méret, bezárás. Harmadik lehetőségként itt található meg az alapvető műveleteket található sáv: kijelentkezés, kikapcsolás, újraindítás, internet kezelése stb.
- Launcher (Magyarul: Indító) - Ez a dock szerű terület szolgál ablakváltóként. Helyezhetünk el alkalmazásokat, és a megnyitott alkalmazások is innen nagyíthatóak fel, hozhatóak előtérbe.
- Quicklist (Magyarul: Gyors lista) - Menü a launcher elemeivel.
- Dash - lenyíló menü, ahol lehet keresni többek között: helyi információk között - telepített alkalmazások, nemrég használt fájlok, könyvjelzők stb.) és távoli információk között (pl.: Twitter, Google Docs stb.) és megmutatja az előző keresési előzményeket.
- Indikátorok - értesítési terület (hasonló az OS X területéhez), ahol az óra, a hálózatinformációk és az egyéb újdonságok jelennek meg. Használhatják külső alkalmazások is, pl. Facebook.

## Funkciók
- Dash - Keresőeszköz.
- Unity Preview olyan funkció, ami megmutatja a keresés eredményét.
- Lens (lencsék)
- Scope

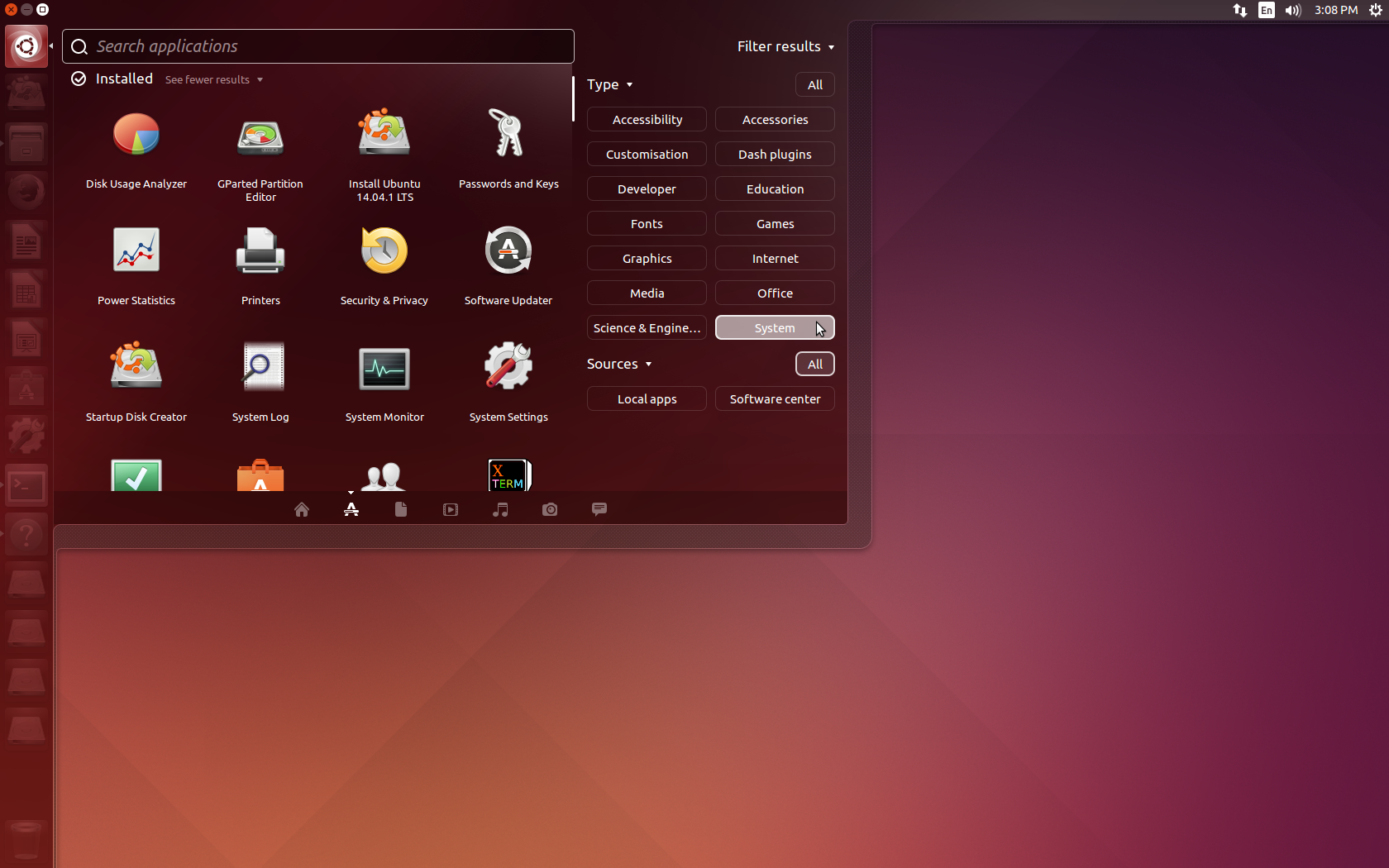
Dash felület a 14.04-es Ubuntu alatt

Alapértelmezetten telepített lencsék:
- Home lens - (A kezdő lencse)
- Alkalmazás lencse (Application lens) - Segít megkeresni alkalmazásokat futtatásra, vagy telepítésre. A telepíthető alkalmazások forrása az Ubuntu Szoftverközpont.
- Fájl lencse (File lens) - Helyi és távoli fájlokat mutat meg.
- Google Docs Scope - A Google Drive-ról keres fájlokat.
- Zene lencse (Music lens) - Zenéket keres a felhasználó zenekönyvtárában.
- Videó lencse (Video lens) - Videókat keres a felhasználó könyvtárában és online szolgáltatásokban (pl.: YouTube).
- Közösségi lencse (Social lens) - közösségi tevékenységeket figyeli, pl. Facebook, Twitter és Google + tevékenységek (Ha be vannak állítva a fiókok az Unity-ben).
- Vásárlási lencse (Shopping lens) - Az Amazon.com keresési eredményeit mutatja meg a keresések közt. Szűrve van a pornográf tartalom.

## Változatok

### Unity 8
2017. április 5-én Mark Shuttleworth bejelentette, hogy szakít a Unity-vel és helyette újra a GNOME lesz az alapértelmezett ablakkezelő az Ubuntu asztali kiadásában. Ennek megfelelően a Unity 8 hivatalos fejlesztése is leállt. Több csapat is úgy döntött, hogy továbbviszi a fejlesztést, és elágaztatták (forkolták) a projektet.

#### Yunit
Az egyik ilyen fork a Unity8org volt, amely rövidesen felvette a Yunit nevet. Célja a fejlesztés közösségi alapra helyezése volt, és főként az asztali élményre fókuszált. A fork azonban rövid életűnek bizonyult.

#### Lomiri
A másik, jelenleg is aktív forkot a UBports indította, amely egy Ubuntu Touch-csal foglalkozó közösség. Ez a projekt viszi tovább az Ubuntu Touch-ot is. A fork 2020-ban felvette a Lomiri nevet.

### Unity 3D
Asztali kiadás.

### Unity for Ubuntu TV
Az Ubuntu TV-re írt átirat.

### Unity for Ubuntu Touch
Az Ubuntu telefonokra szánt változatához átírt változat. Jelenleg[mikor?] az Ubports fejleszti.